# ピーザ・スクラム級フリゲート
| ピーザ・スクラム級フリゲート                                  | ピーザ・スクラム級フリゲート         | ピーザ・スクラム級フリゲート         |
| ------------------------------------------------------------- | ------------------------------------ | ------------------------------------ |
| 写真は近代化改装後の 「ピーザ・スクラム（F352 Peder Skram）」 |                                      |                                      |
| 艦級概観                                                      |                                      |                                      |
| 艦種                                                          | フリゲート                           | フリゲート                           |
| 艦名                                                          | 人名                                 | 人名                                 |
| 建造期間                                                      | 1964年 - 1967年                      | 1964年 - 1967年                      |
| 就役期間                                                      | 1967年 - 1987年                      | 1967年 - 1987年                      |
| 前級                                                          | ヴィスビョーネン級フリゲート         | ヴィスビョーネン級フリゲート         |
| 次級                                                          | ニールス・ユール級コルベット         | ニールス・ユール級コルベット         |
| 性能要目                                                      |                                      |                                      |
| 排水量                                                        | 基準：2,200トン（改装後：2,425トン） | 基準：2,200トン（改装後：2,425トン） |
| 排水量                                                        | 満載：2,700トン                      |                                      |
| 全長                                                          | 112.6m                               | 112.6m                               |
| 水線長                                                        | 108.5m                               | 108.5m                               |
| 全幅                                                          | 12.0m                                | 12.0m                                |
| 吃水                                                          | 4.3m                                 | 4.3m                                 |
| 機関                                                          | CODOG方式; 2軸推進                   | CODOG方式; 2軸推進                   |
| 機関                                                          | P&W式JT4ガスタービン （各22,000PS）  | 2基                                  |
| 機関                                                          | GM式ディーゼルエンジン （各2,400PS） | 2基                                  |
| 速力                                                          | 常用：28.0ノット 公試：32.7ノット    | 常用：28.0ノット 公試：32.7ノット    |
| 航続距離                                                      | 2,500海里/18ノット                   | 2,500海里/18ノット                   |
| 航続距離                                                      | 7,200海里/15ノット                   |                                      |
| 乗員                                                          | 士官：25名、水兵：182名              | 士官：25名、水兵：182名              |

ピーザ・スクラム級フリゲート（デンマーク語: HDMS Peder Skram-klassen）はデンマーク海軍が運用していたフリゲートの艦級。1960年代後半より2隻が就役し、同国海軍の洋上兵力の中核として活躍したが、老朽化から、いずれも1987年に予備役編入された。

## 概要

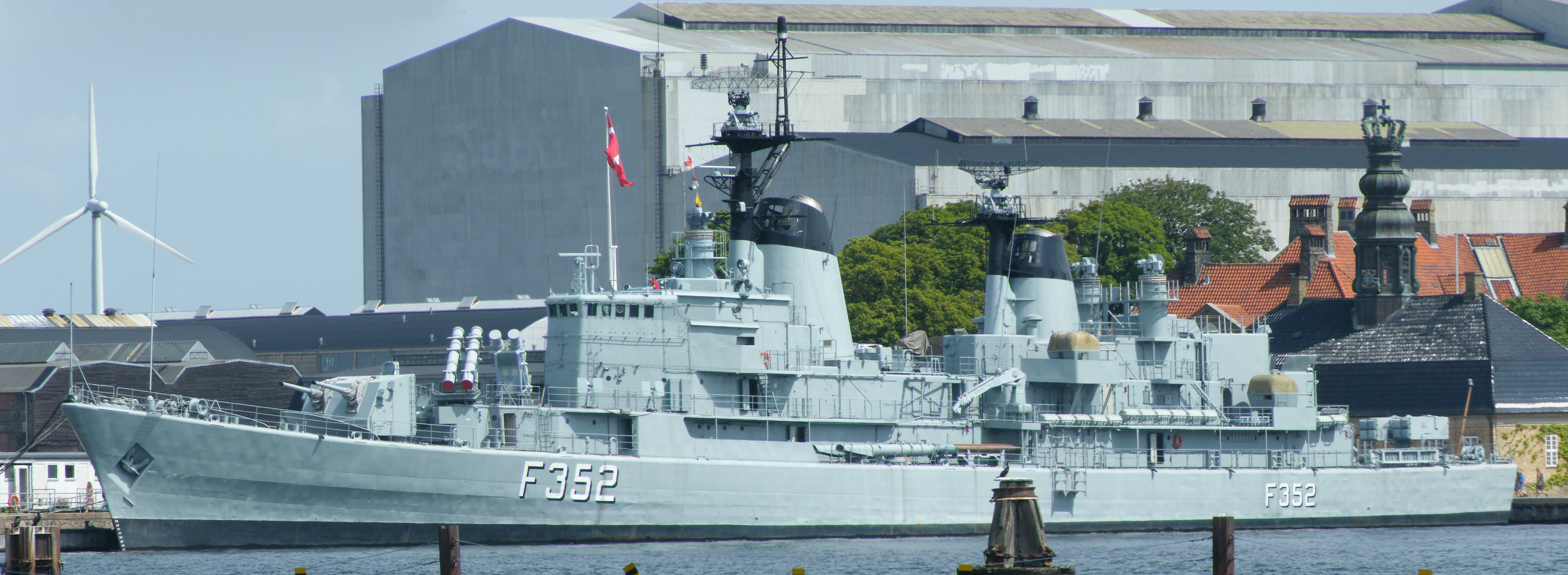
近代化改装後の「ピーザ・スクラム（F352 Peder Skram）」。

本級の船体形状は平甲板型船体である。強く傾斜したクリッパー型艦首からシア（反り返り）の強い艦首甲板上に、主砲としてMk.38 5インチ38口径連装両用砲を中心線上に背負い式に2基、その後方に近代的な箱型艦橋の天井を基部として単脚式の前部マストが立つ。
船体中央部に2本煙突が立ち、その周囲は艦載艇置き場となっており、2番煙突の前側に立つ単脚式の後部マストを基部とするクレーン1基により運用された。
左右舷側上には対艦・対潜水艦用に53.3cm連装魚雷発射管が片舷1基ずつ計2基が配置された。近接対空用に40mm70口径単装機関砲を防水カバーの付いた単装砲架で、2番煙突と後部甲板上に1基ずつ計4基を配置した。
竣工後の1976年から1978年にかけて近代化改装が行われた。艦首の2番砲塔が撤去され、替わりにハープーン艦対艦ミサイルの4連装発射筒を舷側方向に向けて2基を設置した。また、後部甲板上にもシースパロー個艦防空ミサイルの8連装発射機を艦尾側に1基設置し、Mk.91 ミサイル射撃指揮装置も搭載された。
1982年にヘルルーフ・トロルは機関部の火災により深刻なダメージを受け、1983年まで修理を受けた。
2隻とも1987年に予備役となり1990年代に除籍された。

## 兵装要目
| 竣工時                            | 1980年時                          |
| --------------------------------- | --------------------------------- |
| Mk 38 5インチ38口径連装両用砲×2基 | Mk 38 5インチ38口径連装両用砲×1基 |
| 40mm70口径単装機関砲×4基          |                                   |
| 20mm65口径単装機銃×2基            |                                   |
|                                   | ハープーンSSM 4連装発射筒×2基     |
|                                   | シースパロー短SAM 8連装発射機×1基 |
| 53.3cm連装魚雷発射管×2基          |                                   |
| 対潜爆雷投射機×1基                |                                   |

## 同型艦
- ピーザ・スクラム（F352 Peder Skram）
- ヘルルーフ・トロル（F353 Herluf Trolle）